# Хродоберт (герцог Алеманнии)
Хродоберт (лат. Chrodobertus, нем. Chrodobert; умер после 639) — герцог Алеманнии в 630-х годах.

## Биография
О происхождении и родственных связях Хродоберта с предшествовавшими правителями Алеманнии сведений не сохранилось. В средневековых исторических источниках отсутствуют сведения об алеманнских герцогах с середины 610-х годов до начала 630-х годов. Предыдущим известным правителем алеманнов был Гунцо, последнее упоминание о котором датировано 615 годом. Однако был ли Хродоберт его непосредственным преемником в герцогской должности, точно не установлено.
Как об управлявшим в начале 630-х годов Алеманнией от имени короля франков Дагоберта I герцоге, о Хродоберте сообщается в хронике его современника Фредегара. По свидетельству этого автора, Хродоберт в 631 году участвовал в войне франков с государством Само. Алеманнский герцог командовал одной из трёх частей франкского войска, выступившего из Австразии в поход против князя Само. Несмотря на то, что алеманны одержали в бою победу над славянами, а союзные королю Дагоберту I лангобарды успешно действовали против славян в Юлийских Альпах, основное войско франков потерпело сокрушительное поражение в сражении при Вогастисбурге.
Вероятно, власть Хродоберта ещё больше укрепилась после смерти в 639 году Дагоберта I, когда Алеманния стала частью владений австразийского короля Сигиберта III.
Предполагается, что Хродоберт может быть тождественен упоминаемому в «Мученичество Килиана» Хруоди, отцу правителя Вюрцбургского герцогства (населённых тюрингами областей Франконии) Хедена I.
Следующим после Хродоберта известным герцогом Алеманнии был Леутари II.